# Somiya Ichinen
Somiya Ichinen (japanisch 曽宮 一念; * 9. September 1893 in Tōkyō; † 21. Dezember 1994 in Fujinomiya) war ein japanischer Yōga-Maler, Essayist und Tanka-Dichter. Er ist bekannt für seine lichtdurchfluteten Landschaftsbilder wie Heiya no yūbae (平野夕映え, Abendrot in der Ebene) und seine späten literarischen Werke. Er wurde über 100 Jahre alt.

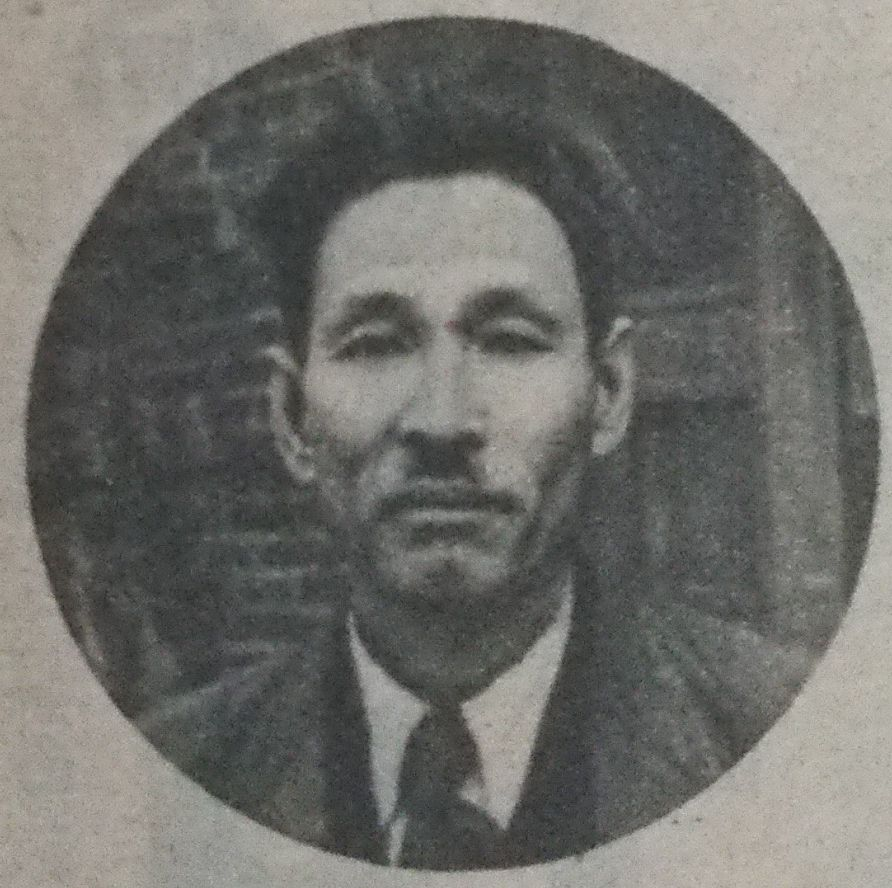
Somiya Ichinen, vor 1951

## Leben
Ogawa wurde 1893 im Stadtbezirk Nihonbashi in Tōkyō geboren. Sein bürgerlicher Name war Shimoda Kishichi (下田 喜七). Er wurde früh von der Familie Somiya adoptiert und führte später den Künstlernamen Ichinen (一念), den ihm sein Adoptivvater verlieh. Nach dem Besuch der Waseda-Mittelschule studierte er an der Tōkyō Bijutsu Gakkō (heute Tōkyō Geijutsu Daigaku) westliche Malerei und wurde von Kuroda Seiki, Fujishima Takeji und Yamashita Shintarō unterrichtet. Zeitweise war er als Kunstlehrer tätig, unter anderem an der Seikei-Mittelschule und der Ishikawa-Mittelschule in Fukushima. 1914 wurde er mit dem Werk Sakagura (酒蔵, Sake-Lagerhaus) bei der Bunten ausgezeichnet.
In den 1920er- und 1930er-Jahren war er Mitglied der Nika-kai und später der Dokuritsu Bijutsu Kyōkai. 1925 wurde ihm der Chogyū-Preis der Nika-Ausstellung verliehen. Nach dem Zweiten Weltkrieg ließ sich Somiya 1945 in der Stadt Fujinomiya (Präfektur Shizuoka) nieder, wo er bis zu seinem Tod lebte. Seine dynamischen Landschaftsbilder verbanden kräftige Farben und freien Pinselstrich mit durchdachten Kompositionen, in denen er die poetische Wirkung von Sonnenuntergängen und Wolken zur Geltung bringt. Seine besondere Vorliebe galt den Lava- und Rauchspielen des Sakurajima-Vulkans, zu dem er laut eigenen Aussagen über hundert Mal reiste. Er mied öffentliche Ehrungen, lehnte modische Strömungen ab und entwickelte seine landschaftsverbundene Bildsprache weiter, die ihn zu einem der führenden Vertreter der modernen japanischen Yōga-Malerei machte. 1957 gründete er zusammen mit Miminō Usaburō, Suzuki Yasunori und Terauchi Manjirō und anderen die Künstlergruppe Rokuchōkai (六鳥会, Sechs-Vögel-Kreis) in Hamamatsu.
Neben seiner Tätigkeit als Maler war Somiya auch als Essayist und Dichter tätig. 1958 erhielt er für den Band Umibe no yōgan (海辺の熔岩, Lava am Meeresufer) den Preis des Japanischen Essayistenclubs. 1965 zog er sich wegen zunehmender Sehstörungen aus der Kokugakai zurück. 1971 erblindete er Glaukoms wegen eines vollständig und beendete seine malerische Laufbahn, widmete sich aber bis ins hohe Alter dem Schreiben, der Kalligraphie und der humoristischen Versdichtung (へなぶり).
Er starb 1994 im Alter von 101 Jahren in Fujinomiya. Seine Werke sind heute in zahlreichen Museen vertreten, darunter das Shizuoka Prefectural Museum of Art in Shizuoka und das Ōkawa Museum in Gunma.

## Werke (Auswahl)

### Gemälde
- Minamidake bakuhatsu[4] (南岳爆発, Ausbruch des Südgipfels), 1961.
- Supein no no[5] (スペインの野, Spanische Felder), 1969.
- Kenashi renpō[6] (毛無連峯, Kenashi-Gebirgskette), 1970.
- Suna-jō no e (砂上の画, Bild auf dem Sand), 1975.

### Bücher
- Hinoyama (火の山, Feuerberg), 1970.
- Henaburi shūi (へなぶり拾遺, Henaburi – Ergänzungsband), 1995.